# Lwengo
Lwengo – miasto w Ugandzie, stolica dystryktu Lwengo.